# BMW U11
BMW U11 ist die interne Modellbezeichnung der dritten Generation des Kompakt-SUV BMW X1. Das Modell, das es erstmals auch als vollelektrische Variante iX1 gibt, wurde am 1. Juni 2022 auf der Website von BMW angekündigt und ist seit Oktober 2022 erhältlich. In China wird wie auch schon beim Vorgängermodell F48 wieder eine Langversion mit der Entwicklungsbezeichnung U12 gebaut und angeboten. Diese Langversion wird außerdem erstmals in Indien montiert.

## Modellgeschichte

### Allgemeines
Wie das Vorgängermodell F48 basiert der U11 auf derselben Frontantriebsplattform wie der 2er-Kompaktvan Active Tourer, dessen aktuelle Version U06 im Oktober 2021 vorgestellt wurde. Die Aerodynamik dieser Generation konnte auch durch bündige Türgriffe etwas auf einen cw-Wert von 0,27 verbessert werden.
Die Gestaltung weicht nur geringfügig von der Vorgängerversion F48 ab. Der Kühlergrill ist größer, die Linienführung ähnelt dem bisherigen Modell und dem Active Tourer. Auffällig ist verglichen mit der vorherigen zweiten Generation des X1 neben einer leichten Heckwölbung die Form der Rückleuchten. Außerdem wurde der Wagen größer: fünf Zentimeter länger, zwei Zentimeter breiter und vier Zentimeter höher. Von der Längezunahme entfallen 2,2 Zentimeter auf den Radstand, der jetzt 269,2 Zentimeter beträgt. Es sind erstmals 20-Zoll-Räder erhältlich. Auch Versionen mit Verbrennungsmotor haben keine sichtbaren Auspuffendrohre mehr, auch die Niere ist weitestgehend gleich, bei der elektrischen Version ist sie lediglich geschlossen; auf Wunsch kann auch deren dünner blauer Rahmen entfallen.

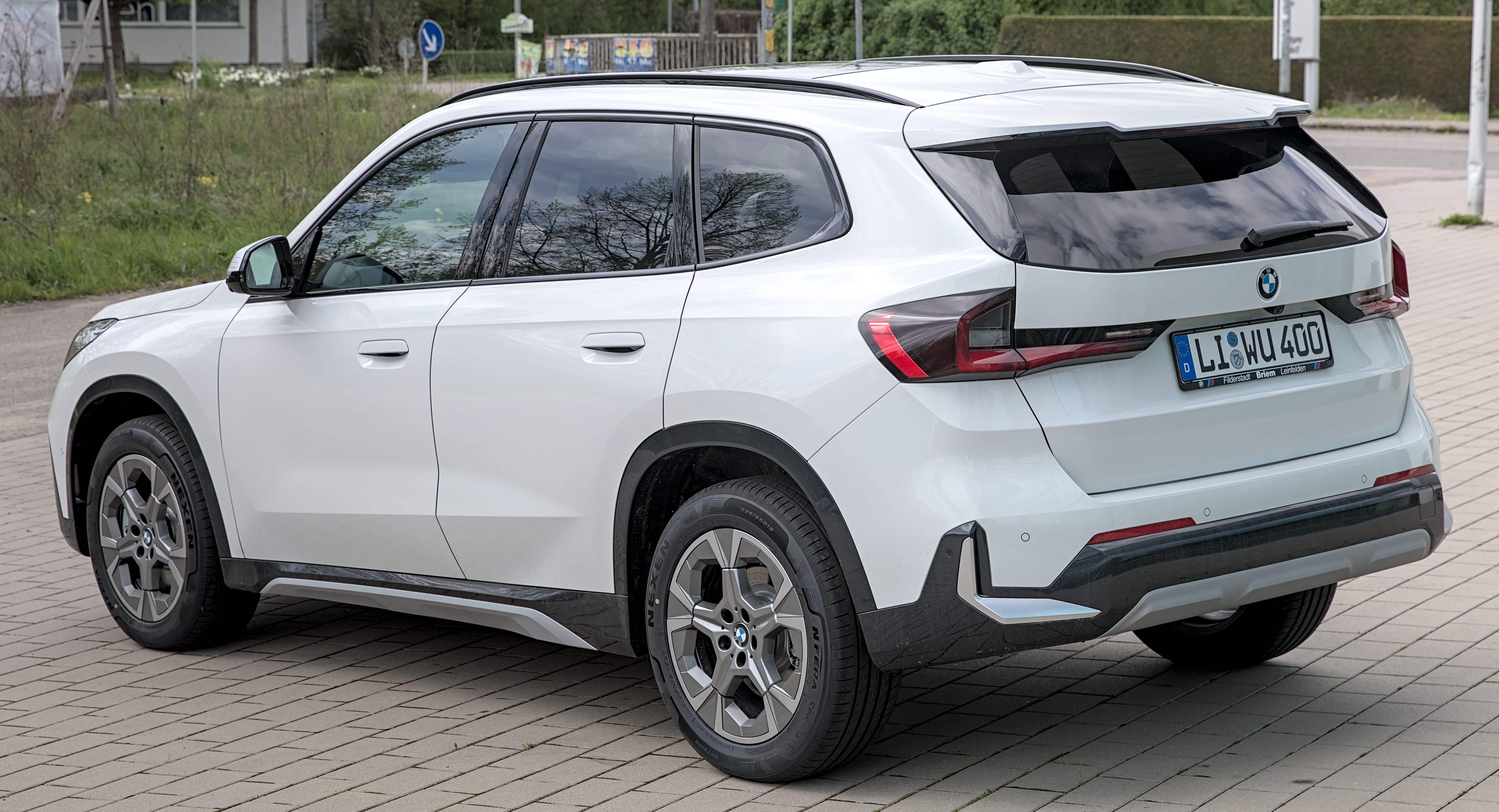
Heckansicht
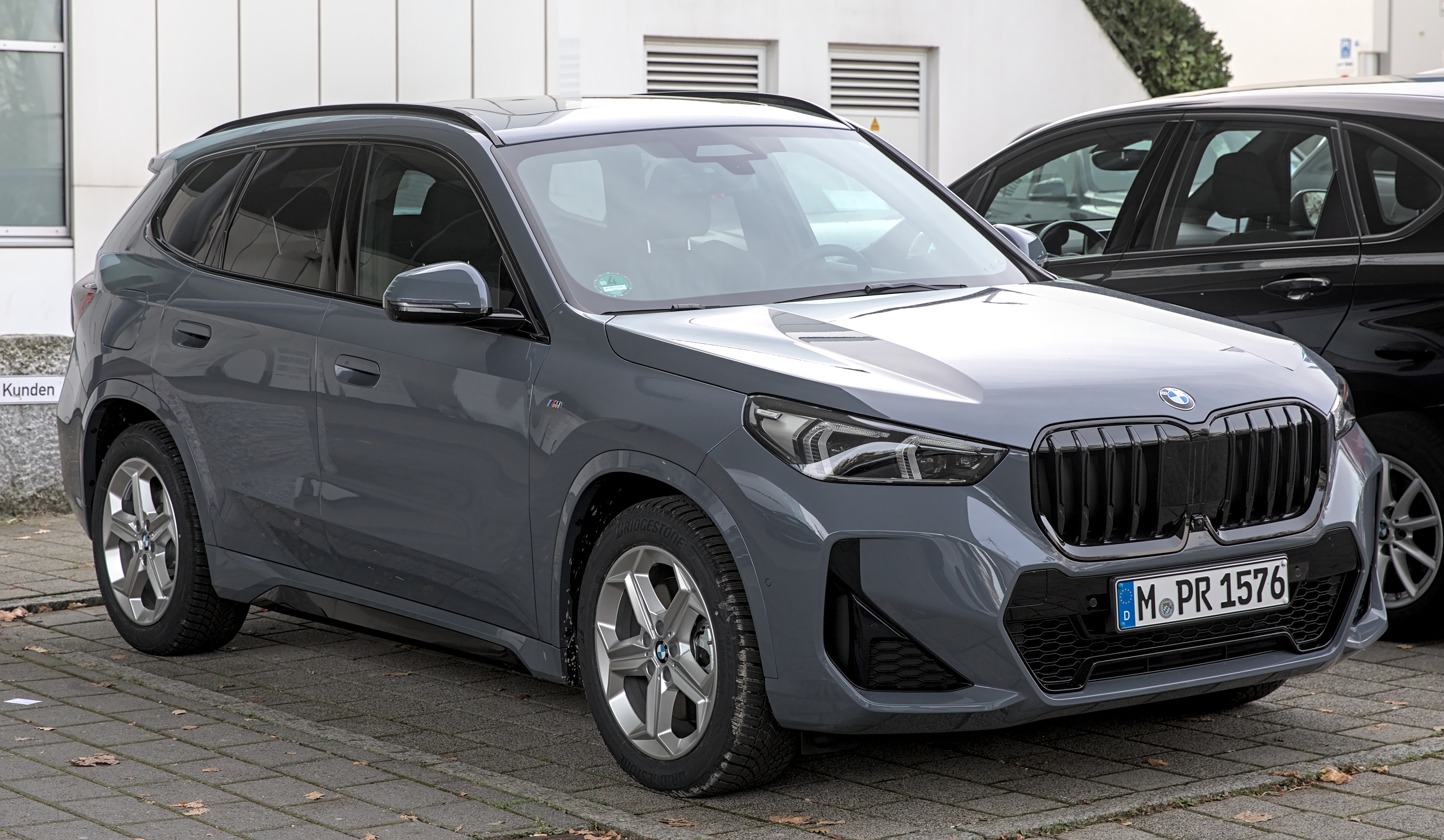
X1 U11 mit M-Paket (seit 2022)
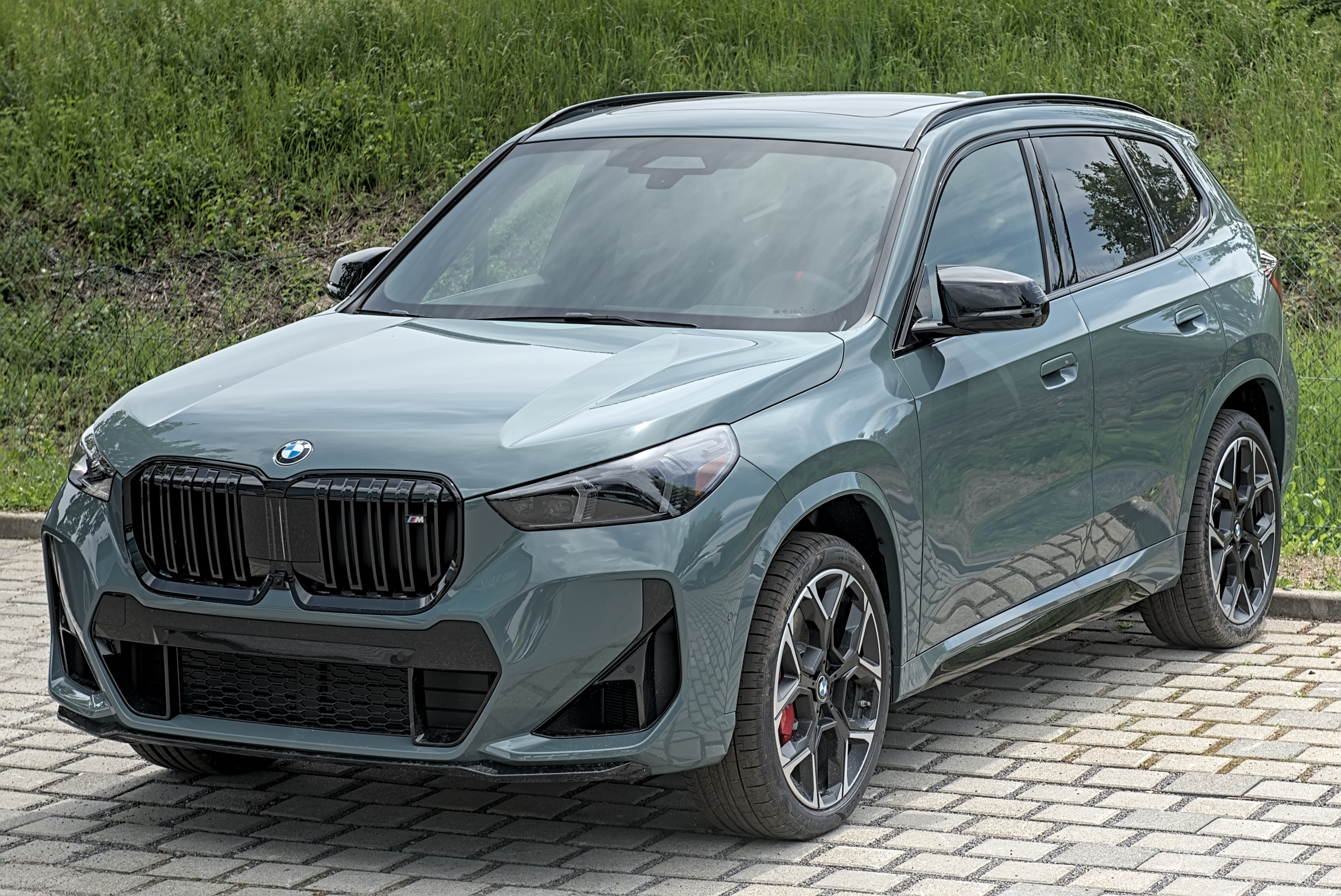
BMW X1 U11 M35i (seit 2023)
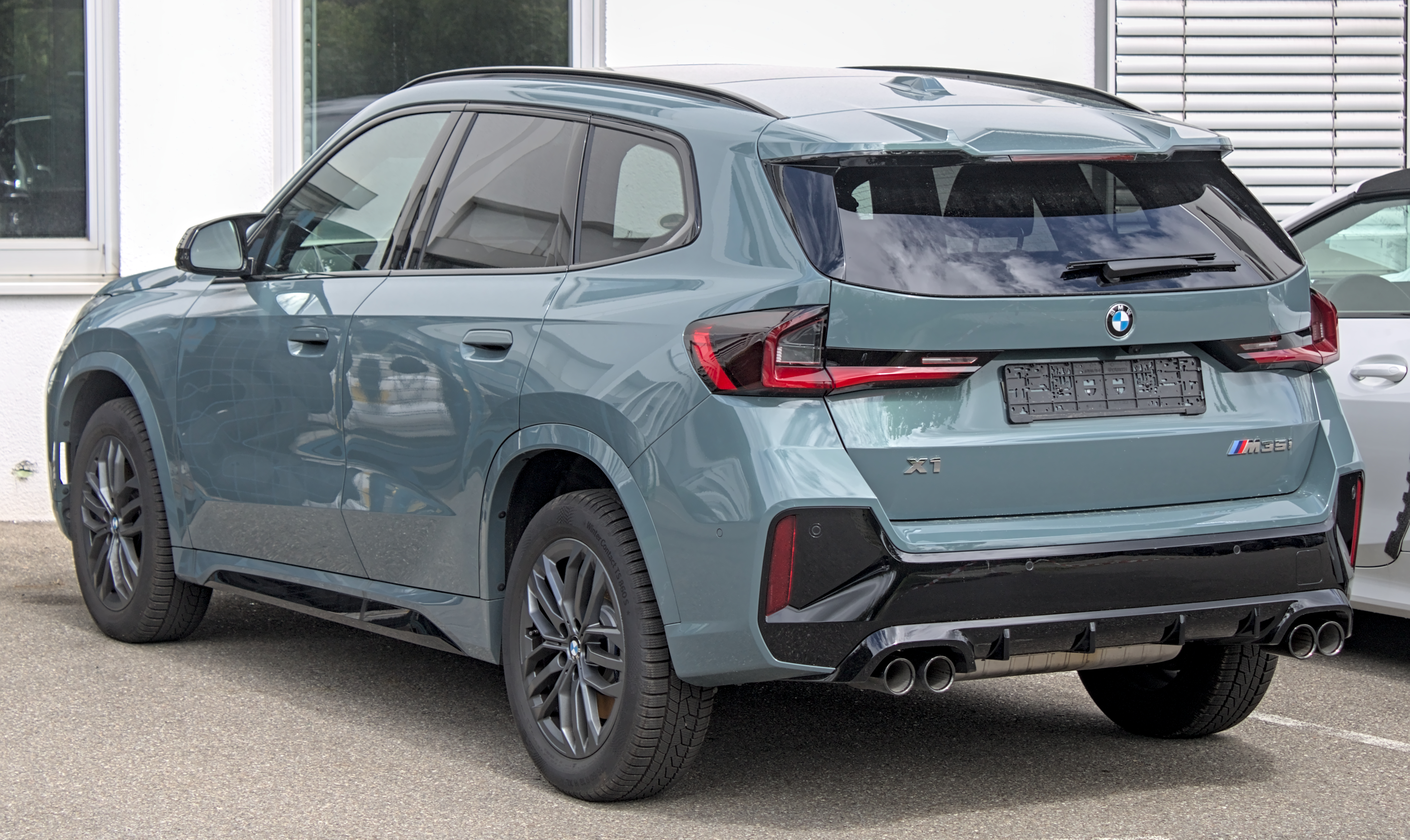
Heckansicht
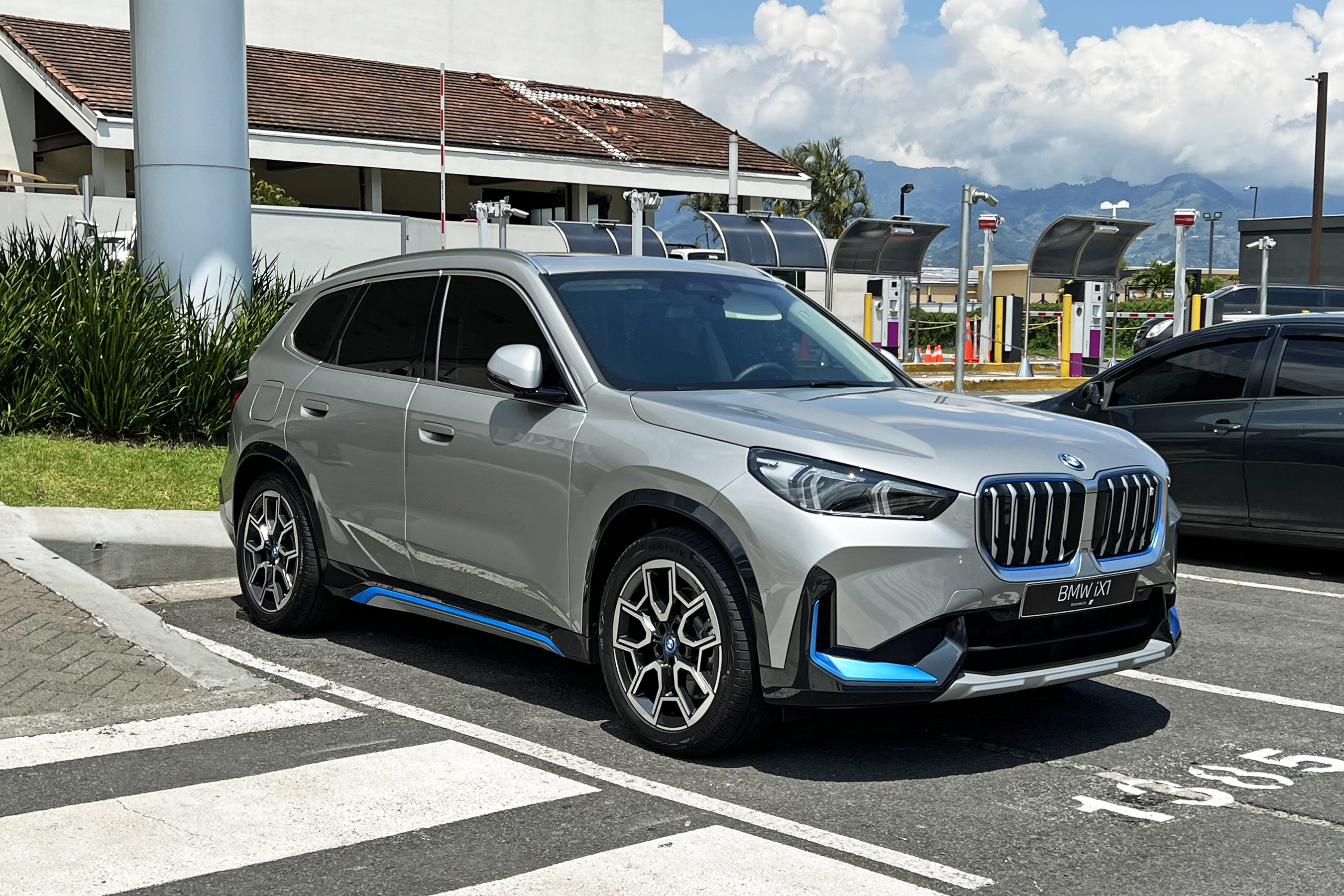
BMW iX1 mit abbestellbaren[7] blauen Elementen (seit 2022)
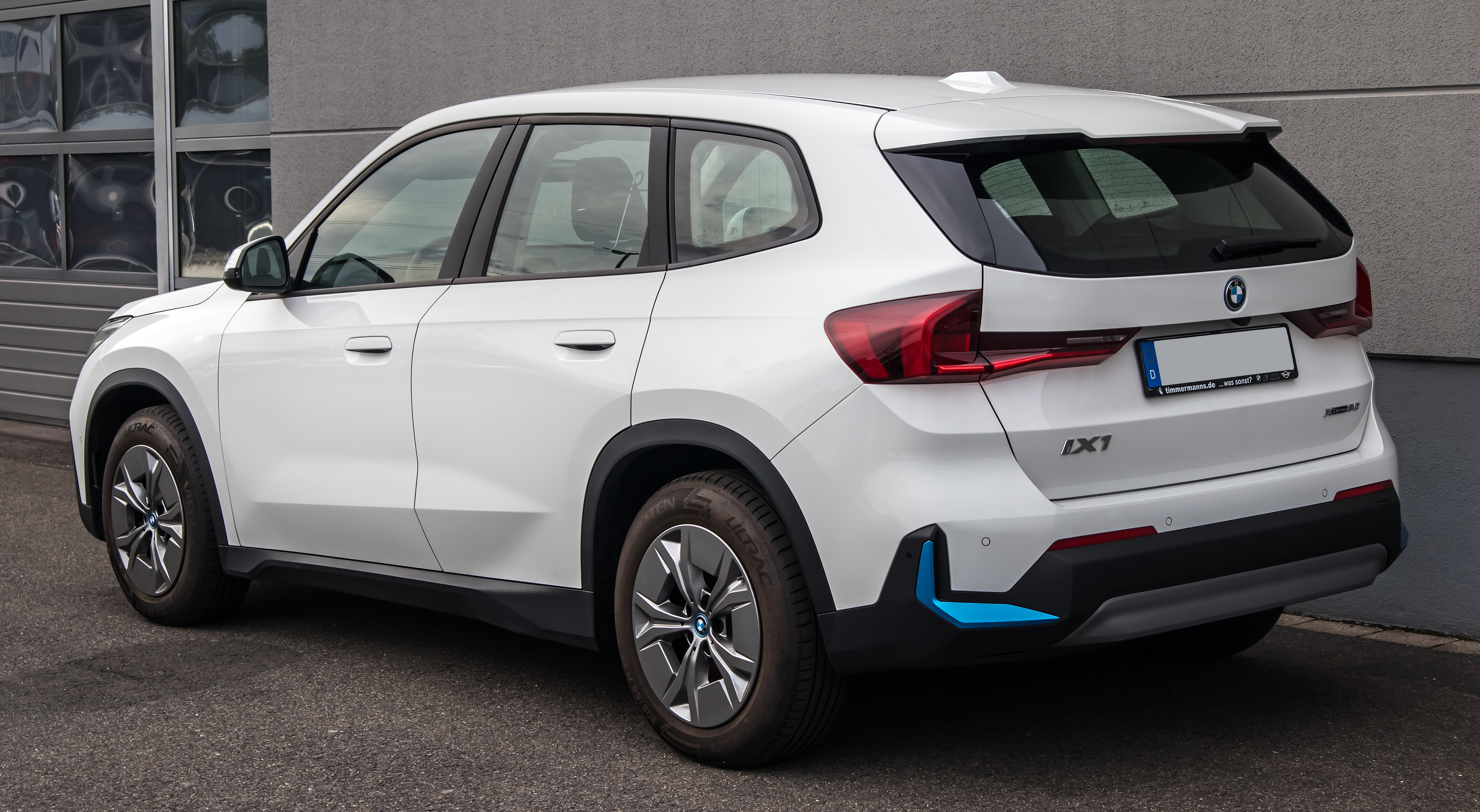
iX1 Heckansicht
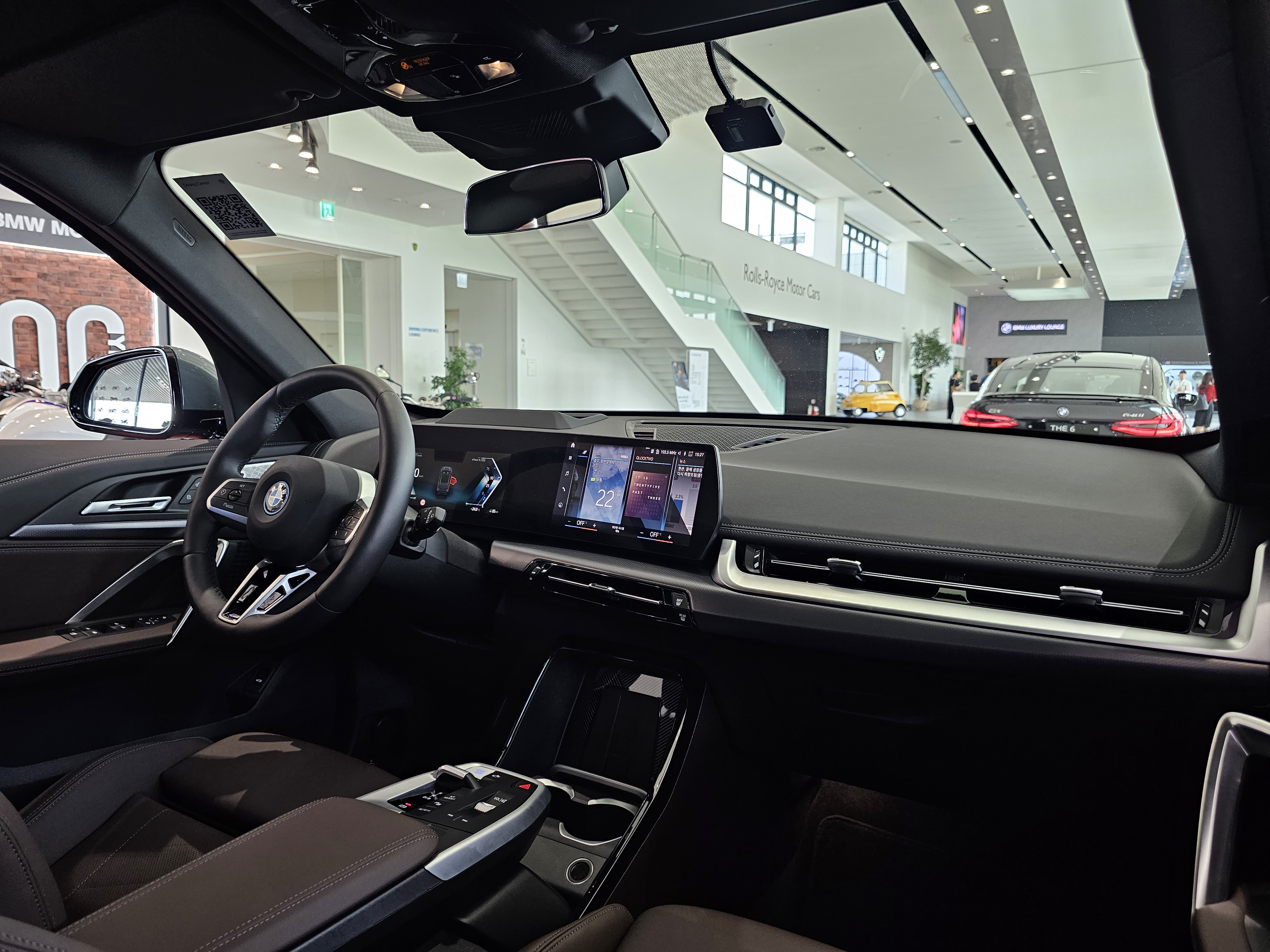
Armaturentafel mit Curved Display

Im Juli 2023 stellte BMW den iX1 im Städel Museum als von dem Künstler Marc Brandenburg gestaltetes Art Car vor.

### Ausstattung
Neben der Basisausstattung wird der neue BMW X1 als xLine und als Modell M Sport angeboten. Zur Grundausstattung gehören Navigationssystem, eine Zweizonen-Klimaautomatik, ein Park-Assistent mit Rückfahrkamera und weitere Fahrer-Assistenzsysteme. Auf Wunsch ist ein Driving Assistant mit Spurwechselwarner, Heckkollisionswarner und Querverkehrswarner hinten erhältlich; er beinhaltet einen Ausstiegswarner, der vor dem Öffnen der Tür warnt, wenn sich ein Motorfahrzeug oder ein Radfahrer nähert. Ebenso zählt ein um 15 Millimeter tiefergelegtes und adaptives M-Sportfahrwerk zu den Sonderausstattungen.

### Sicherheit
Im Herbst 2022 wurde der X1 vom Euro NCAP auf die Fahrzeugsicherheit getestet. Er erhielt fünf von fünf möglichen Sternen.

### Technik
Der U11 wird mit Otto- und Dieselmotoren mit 48-Volt-Startergenerator (Mild-Hybrid), als Plug-in-Hybrid-Modell mit gesteigerter elektrischer Reichweite und als vollelektrische Version mit der Bezeichnung iX1 angeboten. Letzterer kann mit 130 kW Gleichstrom geladen werden.
Die von einem Turbolader aufgeladenen Verbrennungsmotoren werden mit einem 7-Gang-Doppelkupplungsgetriebe (Steptronic) kombiniert, ein herkömmliches Schaltgetriebe ist nicht erhältlich. Der xDrive23i und der xDrive23d haben ein 48-Volt-Bordnetz; der 48-Volt-Startergenerator ist in die Steptronic-Getriebe integriert und kann mit 14 kW (19 PS) und einem Drehmoment von 55 Nm die Beschleunigung unterstützen. Der Tank fasst 45 Liter.
Ende Juni 2023 stellte BMW mit dem X1 M35i den leistungsstärksten Verbrennungsmotor in dieser Baureihe vor, dessen Leistung (221 kW (300 PS)) in Europa jedoch hinter iX1 xDrive30 und X1 xDrive30e zurückbleibt. Auf anderen Märkten, wie z. B. in Nordamerika, wird diese Variante mit 233 kW (317 PS) angeboten. Ursache hierfür ist ein fehlender Ottopartikelfilter. Durch das geringere Gewicht ist die Beschleunigung mit 5,4 Sekunden von 0 auf 100 km/h etwas schneller als in den elektrifizierten Versionen. Der Marktstart war im Oktober (Nordamerika) bzw. November (Europa).
Bei der Plug-in-Hybrid-Variante treibt der Elektromotor die Hinterachse an, der Verbrennungsmotor die Vorderachse. Die Akkukapazität beträgt nun 14 kWh und die Ladeleistung wurde auf 7,4 kW verdoppelt.
Die vollelektrische Version wird von einem Elektromotor je Achse angetrieben, die von einem 64,7 kWh großen Akku, der flach im Unterboden eingebaut ist, gespeist werden. Die übrigen Modelle mit Verbrennungsmotor sind jeweils mit Allrad- oder Vorderradantrieb erhältlich.
Vorn hat der U11 Einzelradaufhängung mit Querlenkern, hinten ist es eine Dreilenkerachse. Die Bauteile der Radaufhängung sind aus Stahl, an der Vorderachse auch aus Aluminium.
Wie bei dem 2019 vorgestellten 1er und dem aktuellen 7er-BMW ist die Regelung für die Radschlupf-Begrenzung in die Motorsteuerung integriert, was die Regeleingriffe zehnmal schneller und präziser dosierbar machen soll. In einem neuen integrierten Bremssystem sind Bremsbetätigung, Bremskraftverstärkung und die Bremsenregelung in einem Modul zusammengefasst.
Die Rückleuchten sind serienmäßig in LED-Technik ausgeführt. Statt des iDrive-Systems wird ein Curved Display-Touchscreen eingebaut, in dessen Hintergrund das BMW-Betriebssystem OS 8 arbeitet. Ab dem Bauzeitraum November 2023 werden alle iX1 mit dem auf Android basierenden Betriebssystem OS 9 ausgeliefert.

## Technische Daten
|                                                        | sDrive16i (1)                  | sDrive18i                      | sDrive18i                      | sDrive20i                                | sDrive20i                                | xDrive23i                                | xDrive23i                                | xDrive28i (2)                  | M35i                           | M35i (2)                       | xDrive25e                                  | xDrive25e                                  | xDrive30e                                  | xDrive30e                                  | sDrive18d                                       | sDrive18d                                       | sDrive20d                                       | xDrive20d                                       | xDrive20d                                       | xDrive23d                                                 | xDrive23d                                                 | iX1 eDrive20                        | iX1 xDrive30                                          |
| ------------------------------------------------------ | ------------------------------ | ------------------------------ | ------------------------------ | ---------------------------------------- | ---------------------------------------- | ---------------------------------------- | ---------------------------------------- | ------------------------------ | ------------------------------ | ------------------------------ | ------------------------------------------ | ------------------------------------------ | ------------------------------------------ | ------------------------------------------ | ----------------------------------------------- | ----------------------------------------------- | ----------------------------------------------- | ----------------------------------------------- | ----------------------------------------------- | --------------------------------------------------------- | --------------------------------------------------------- | ----------------------------------- | ----------------------------------------------------- |
| Bauzeit                                                | seit 12/2022                   | 10/2022–11/2023                | seit 11/2023                   | 11/2022–05/2024                          | seit 05/2024                             | 10/2022–05/2024                          | seit 05/2024                             | seit 10/2022                   | seit 11/2023                   | seit 10/2023                   | 11/2022–11/2023                            | seit 11/2023                               | 11/2022–11/2023                            | seit 11/2023                               | 10/2022–05/2024                                 | seit 05/2024                                    | seit 07/2024                                    | 11/2022–05/2024                                 | seit 05/2024                                    | 10/2022–05/2024                                           | seit 05/2024                                              | seit 11/2023                        | seit 11/2022                                          |
| Motortyp                                               | B38A15P                        | B38A15P                        | B38A15P                        | B38A15P                                  | B38A15P                                  | B48A20P                                  | B48A20P                                  |                                | B48A20H                        | B48A20H                        | Vorderachse: B38A15P Hinterachse: HB0002N0 | Vorderachse: B38A15P Hinterachse: HB0002N0 | Vorderachse: B38A15P Hinterachse: HB0002N0 | Vorderachse: B38A15P Hinterachse: HB0002N0 | B47C20B                                         | B47C20B                                         | B47C20B                                         | B47C20B                                         | B47C20B                                         | B47C20B                                                   | B47C20B                                                   | HB0003N0                            | Vorderachse: HB0001N0 Hinterachse: HB0002N0           |
| Motorart                                               | Ottomotor                      | Ottomotor                      | Ottomotor                      | Ottomotor als Mild-Hybrid                | Ottomotor als Mild-Hybrid                | Ottomotor als Mild-Hybrid                | Ottomotor als Mild-Hybrid                | Ottomotor                      | Ottomotor                      | Ottomotor                      | Ottomotor + Elektromotor                   | Ottomotor + Elektromotor                   | Ottomotor + Elektromotor                   | Ottomotor + Elektromotor                   | Dieselmotor                                     | Dieselmotor                                     | Dieselmotor als Mild-Hybrid                     | Dieselmotor als Mild-Hybrid                     | Dieselmotor als Mild-Hybrid                     | Dieselmotor als Mild-Hybrid                               | Dieselmotor als Mild-Hybrid                               | Elektromotor                        | 2 Elektromotoren                                      |
| Motorbauart                                            | R3                             | R3                             | R3                             | R3                                       | R3                                       | R4                                       | R4                                       | R4                             | R4                             | R4                             | R3                                         | R3                                         | R3                                         | R3                                         | R4                                              | R4                                              | R4                                              | R4                                              | R4                                              | R4                                                        | R4                                                        | Fremderregter Synchronmotor         | Fremderregter Synchronmotor                           |
| Gemischaufbereitung                                    | Benzindirekteinspritzung       | Benzindirekteinspritzung       | Benzindirekteinspritzung       | Benzindirekteinspritzung                 | Benzindirekteinspritzung                 | Benzindirekteinspritzung                 | Benzindirekteinspritzung                 | Benzindirekteinspritzung       | Benzindirekteinspritzung       | Benzindirekteinspritzung       | Benzindirekteinspritzung                   | Benzindirekteinspritzung                   | Benzindirekteinspritzung                   | Benzindirekteinspritzung                   | Common-Rail-Direkteinspritzung                  | Common-Rail-Direkteinspritzung                  | Common-Rail-Direkteinspritzung                  | Common-Rail-Direkteinspritzung                  | Common-Rail-Direkteinspritzung                  | Common-Rail-Direkteinspritzung                            | Common-Rail-Direkteinspritzung                            | —                                   | —                                                     |
| Motoraufladung                                         | Twin–Scroll–Abgasturbolader    | Twin–Scroll–Abgasturbolader    | Twin–Scroll–Abgasturbolader    | Twin–Scroll–Abgasturbolader              | Twin–Scroll–Abgasturbolader              | Twin–Scroll–Abgasturbolader              | Twin–Scroll–Abgasturbolader              | Twin–Scroll–Abgasturbolader    | Twin–Scroll–Abgasturbolader    | Twin–Scroll–Abgasturbolader    | Twin–Scroll–Abgasturbolader                | Twin–Scroll–Abgasturbolader                | Twin–Scroll–Abgasturbolader                | Twin–Scroll–Abgasturbolader                | Niederdrucklader mit variabler Einlassgeometrie | Niederdrucklader mit variabler Einlassgeometrie | Niederdrucklader mit variabler Einlassgeometrie | Niederdrucklader mit variabler Einlassgeometrie | Niederdrucklader mit variabler Einlassgeometrie | Hoch- und Niederdrucklader mit variabler Einlassgeometrie | Hoch- und Niederdrucklader mit variabler Einlassgeometrie | —                                   | —                                                     |
| Ventile                                                | 12                             | 12                             | 12                             | 12                                       | 12                                       | 16                                       | 16                                       | 16                             | 16                             | 16                             | 12                                         | 12                                         | 12                                         | 12                                         | 16                                              | 16                                              | 16                                              | 16                                              | 16                                              | 16                                                        | 16                                                        | —                                   | —                                                     |
| Hubraum                                                | 1499 cm³                       | 1499 cm³                       | 1499 cm³                       | 1499 cm³                                 | 1499 cm³                                 | 1998 cm³                                 | 1998 cm³                                 | 1998 cm³                       | 1998 cm³                       | 1998 cm³                       | 1499 cm³                                   | 1499 cm³                                   | 1499 cm³                                   | 1499 cm³                                   | 1995 cm³                                        | 1995 cm³                                        | 1995 cm³                                        | 1995 cm³                                        | 1995 cm³                                        | 1995 cm³                                                  | 1995 cm³                                                  | —                                   | —                                                     |
| Verdichtungsverhältnis                                 | 11,1 : 1                       | 11,1 : 1                       | 11,1 : 1                       | 11,1 : 1                                 | 11,1 : 1                                 | 11,1 : 1                                 | 11,1 : 1                                 | 10,5 : 1                       | 9,5 : 1                        | 9,5 : 1                        | 11,1 : 1                                   | 11,1 : 1                                   | 11,1 : 1                                   | 11,1 : 1                                   | 16,5 : 1                                        | 16,5 : 1                                        | 16,5 : 1                                        | 16,5 : 1                                        | 16,5 : 1                                        | 16,5 : 1                                                  | 16,5 : 1                                                  | —                                   | —                                                     |
| max. Leistung bei 1/min (Verbrennungsmotor)            | 90 kW (122 PS)/ 3900–6500      | 100 kW (136 PS)/ 4400–6500     | 100 kW (136 PS)/ 4400–6500     | 115 kW (156 PS)/ 5000–6500               | 115 kW (156 PS)/ 4700–6500               | 150 kW (204 PS)/ 5000–6500               | 150 kW (204 PS)/ 5000–6500               | 180 kW (245 PS)/ 4500–6500     | 221 kW (300 PS)/ 5750–6500     | 233 kW (317 PS)/ 5750–6500     | 100 kW (136 PS)/ 4400–6500                 | 100 kW (136 PS)/ 4400–6500                 | 110 kW (150 PS)/ 4700–6500                 | 110 kW (150 PS)/ 4700–6500                 | 110 kW (150 PS)/ 3750–4000                      | 110 kW (150 PS)/ 3750–4000                      | 110 kW (150 PS)/ 3750–4000                      | 110 kW (150 PS)/ 3750–4000                      | 110 kW (150 PS)/ 3750–4000                      | 145 kW (197 PS)/ 4000                                     | 145 kW (197 PS)/ 4000                                     | —                                   | —                                                     |
| max. Leistung (Elektromotor)                           | —                              | —                              | —                              | 15 kW (20 PS)                            | 15 kW (20 PS)                            | 15 kW (20 PS)                            | 15 kW (20 PS)                            | —                              | —                              | —                              | 80 kW (109 PS)                             | 80 kW (109 PS)                             | 130 kW (177 PS)                            | 130 kW (177 PS)                            | —                                               | —                                               | 15 kW (20 PS)                                   | 15 kW (20 PS)                                   | 15 kW (20 PS)                                   | 15 kW (20 PS)                                             | 15 kW (20 PS)                                             | 150 kW (204 PS)                     | 230 kW (313 PS)                                       |
| Dauerleistung (30 min) (Elektromotor)                  |                                |                                |                                |                                          |                                          |                                          |                                          |                                |                                |                                | 60 kW (82 PS)                              | 60 kW (82 PS)                              | 60 kW (82 PS)                              | 60 kW (82 PS)                              |                                                 |                                                 |                                                 |                                                 |                                                 |                                                           |                                                           |                                     | 94 kW (128 PS)                                        |
| max. Systemleistung                                    | —                              | —                              | —                              | 125 kW (170 PS)                          | 125 kW (170 PS)                          | 160 kW (218 PS)                          | 160 kW (218 PS)                          | —                              | —                              | —                              | 180 kW (245 PS)                            | 180 kW (245 PS)                            | 240 kW (326 PS)                            | 240 kW (326 PS)                            | —                                               | —                                               | 120 kW (163 PS)                                 | 120 kW (163 PS)                                 | 120 kW (163 PS)                                 | 155 kW (211 PS)                                           | 155 kW (211 PS)                                           | —                                   | —                                                     |
| max. Drehmoment bei 1/min                              | 230 Nm/ 1500–3600              | 230 Nm/ 1500–4000              | 230 Nm/ 1500–4000              | 240 Nm/ 1500–4400 + 55 Nm (Elektromotor) | 240 Nm/ 1500–4400 + 55 Nm (Elektromotor) | 320 Nm/ 1500–4000 + 55 Nm (Elektromotor) | 320 Nm/ 1500–4000 + 55 Nm (Elektromotor) | 400 Nm/ 1500–4000              | 400 Nm/ 2000–4500              | 400 Nm/ 2000–4500              | 230 Nm/ 1500–4400 + 247 Nm (Elektromotor)  | 230 Nm/ 1500–4000 + 247 Nm (Elektromotor)  | 230 Nm/ 1500–4400 + 247 Nm (Elektromotor)  | 230 Nm/ 1500–4400 + 247 Nm (Elektromotor)  | 360 Nm/ 1500–2500                               | 360 Nm/ 1500–2500                               | 360 Nm/ 1500–2500 + 55 Nm (Elektromotor)        | 360 Nm/ 1500–2500 + 55 Nm (Elektromotor)        | 360 Nm/ 1500–2500 + 55 Nm (Elektromotor)        | 400 Nm/ 1500–2750 + 55 Nm (Elektromotor)                  | 400 Nm/ 1500–2750 + 55 Nm (Elektromotor)                  | 250 Nm                              | 494 Nm                                                |
| Systemdrehmoment                                       | —                              | —                              | —                              | 280 Nm/ 1500–4400                        | 280 Nm/ 1500–4400                        | 360 Nm/ 1500–4000                        | 360 Nm/ 1500–4000                        | —                              | —                              | —                              | 477 Nm/ 1500–4400                          | 477 Nm/ 1500–4000                          | 477 Nm/ 1500–4400                          | 477 Nm/ 1500–4400                          | —                                               | —                                               | 400 Nm/ 1500–2500                               | 400 Nm/ 1500–2500                               | 400 Nm/ 1500–2500                               | 400 Nm/ 1500–2750                                         | 400 Nm/ 1500–2750                                         | —                                   | —                                                     |
| Getriebe, serienmäßig                                  | 7-Gang-Doppelkupplungsgetriebe | 7-Gang-Doppelkupplungsgetriebe | 7-Gang-Doppelkupplungsgetriebe | 7-Gang-Doppelkupplungsgetriebe           | 7-Gang-Doppelkupplungsgetriebe           | 7-Gang-Doppelkupplungsgetriebe           | 7-Gang-Doppelkupplungsgetriebe           | 7-Gang-Doppelkupplungsgetriebe | 7-Gang-Doppelkupplungsgetriebe | 7-Gang-Doppelkupplungsgetriebe | 7-Gang-Doppelkupplungsgetriebe             | 7-Gang-Doppelkupplungsgetriebe             | 7-Gang-Doppelkupplungsgetriebe             | 7-Gang-Doppelkupplungsgetriebe             | 7-Gang-Doppelkupplungsgetriebe                  | 7-Gang-Doppelkupplungsgetriebe                  | 7-Gang-Doppelkupplungsgetriebe                  | 7-Gang-Doppelkupplungsgetriebe                  | 7-Gang-Doppelkupplungsgetriebe                  | 7-Gang-Doppelkupplungsgetriebe                            | 7-Gang-Doppelkupplungsgetriebe                            | Festübersetzung                     | Festübersetzung Vorderachse: 11,19 Hinterachse: 10,05 |
| Antrieb, serienmäßig                                   | Vorderradantrieb               | Vorderradantrieb               | Vorderradantrieb               | Vorderradantrieb                         | Vorderradantrieb                         | Allradantrieb                            | Allradantrieb                            | Allradantrieb                  | Allradantrieb                  | Allradantrieb                  | Allradantrieb                              | Allradantrieb                              | Allradantrieb                              | Allradantrieb                              | Vorderradantrieb                                | Vorderradantrieb                                | Vorderradantrieb                                | Allradantrieb                                   | Allradantrieb                                   | Allradantrieb                                             | Allradantrieb                                             | Vorderradantrieb                    | Allradantrieb                                         |
| Anhängelast ungebremst/gebremst:                       |                                |                                |                                |                                          |                                          |                                          |                                          |                                |                                |                                |                                            |                                            |                                            |                                            |                                                 |                                                 |                                                 |                                                 |                                                 |                                                           |                                                           | 750/750 kg                          | 750/1200 kg                                           |
| Leergewicht in kg (EU)                                 | 1575                           | 1575                           | 1575                           | 1625                                     | 1625                                     | 1730                                     | 1730                                     | 1700                           | 1735                           | 1719                           | 1930                                       | 1930                                       | 1935                                       | 1935                                       | 1650                                            | 1650                                            | 1685                                            | 1765                                            | 1765                                            | 1765                                                      | 1765                                                      | 1940                                | 2085                                                  |
| Beschleunigung, 0–100 km/h in s                        | 10,5                           | 9,2                            | 9,2                            | 8,3                                      | 8,3                                      | 7,1                                      | 7,1                                      | 6,4                            | 5,4                            | 5,4                            | 6,8                                        | 6,8                                        | 5,7                                        | 5,6                                        | 8,9                                             | 8,9                                             | 8,5                                             | 8,6                                             | 8,6                                             | 7,4                                                       | 7,4                                                       | 8,6                                 | 5,6                                                   |
| Höchstgeschwindigkeit in km/h                          | 200                            | 208                            | 208                            | 216                                      | 216                                      | 233                                      | 233                                      | 240                            | 250                            | 250                            | 190                                        | 190                                        | 205                                        | 205                                        | 210                                             | 210                                             | 210                                             | 210                                             | 210                                             | 225                                                       | 225                                                       | 170                                 | 180                                                   |
| Kraftstoffverbrauch, nach WLTP, kombiniert in l/100 km | 6,8                            | 6,3–7,0                        | 6,6–7,1                        | 5,9–6,6                                  | 6,0–6,4                                  | 6,5–7,2                                  | 6,6–7,1                                  | 8,4                            | 8,0–8,5                        | k. A.                          | 0,8–1,1                                    | 0,8–1,1                                    | 0,8–1,1                                    | 0,8–1,1                                    | 4,9–5,5                                         | 5,6                                             | 4,5–5,1                                         | 4,8–5,4                                         | 5,0–5,3                                         | 4,8–5,3                                                   | 5,0–5,3                                                   | —                                   | —                                                     |
| Stromverbrauch, nach WLTP, kombiniert in kWh/100 km    | —                              | —                              | —                              | —                                        | —                                        | —                                        | —                                        | —                              | —                              | —                              | 16,4–18,2                                  |                                            | 16,4–18,2                                  | 17,7–19,3                                  | —                                               | —                                               | —                                               | —                                               | —                                               | —                                                         | —                                                         | 15,4–17,2                           | 16,9–19,0                                             |
| CO2-Emissionen, kombiniert in g/km                     | 156                            | 143–158                        | 150–160                        | 133–149                                  | 134–144                                  | 146–162                                  | 149–159                                  | k. A.                          | 181–192                        | k. A.                          | 17–24                                      | 19–24                                      | 17–24                                      | 19–24                                      | 129–144                                         | 146–147                                         | 117–133                                         | 127–142                                         | 130–140                                         | 125–140                                                   | 130–140                                                   | —                                   | —                                                     |
| Tankinhalt                                             | 45 l (optional: 54 l)          | 45 l (optional: 54 l)          | 45 l (optional: 54 l)          | 45 l (optional: 54 l)                    | 45 l (optional: 54 l)                    | 45 l (optional: 54 l)                    | 45 l (optional: 54 l)                    | 54 l                           | 54 l                           | 54 l                           | 47 l                                       | 47 l                                       | 47 l                                       | 47 l                                       | 45 l (optional: 54 l)                           | 45 l (optional: 54 l)                           | 54 l                                            | 45 l (optional: 54 l)                           | 45 l (optional: 54 l)                           | 45 l (optional: 54 l)                                     | 45 l (optional: 54 l)                                     | —                                   | —                                                     |
| Akkukapazität                                          | —                              | —                              | —                              | —                                        | —                                        | —                                        | —                                        | —                              | —                              | —                              | 14,2 kWh (netto) / 16,3 kWh (brutto)       | 14,2 kWh (netto) / 16,3 kWh (brutto)       | 14,2 kWh (netto) / 16,3 kWh (brutto)       | 14,2 kWh (netto) / 16,3 kWh (brutto)       | —                                               | —                                               | —                                               | —                                               | —                                               | —                                                         | —                                                         | 64,7 kWh (netto)                    | 64,7 kWh (netto)                                      |
| Ladedauer AC, 0–100 %                                  | —                              | —                              | —                              | —                                        | —                                        | —                                        | —                                        | —                              | —                              | —                              | 7,4 kW: 2 h 30 min, 2,3 kW: 8 h            | 7,4 kW: 2 h 30 min, 2,3 kW: 8 h            | 7,4 kW: 2 h 30 min, 2,3 kW: 8 h            | 7,4 kW: 2 h 30 min, 2,3 kW: 8 h            | —                                               | —                                               | —                                               | —                                               | —                                               | —                                                         | —                                                         | 11 kW: 6 h 30 min 22 kW: 3 h 45 min | 11 kW: 6 h 30 min 22 kW: 3 h 45 min                   |
| Ladedauer DC, 10–80 %                                  | —                              | —                              | —                              | —                                        | —                                        | —                                        | —                                        | —                              | —                              | —                              | —                                          | —                                          | —                                          | —                                          | —                                               | —                                               | —                                               | —                                               | —                                               | —                                                         | —                                                         | 29 min (max. 130 kW)                | 29 min (max. 130 kW)                                  |
| El. Reichweite (WLTP)                                  | —                              | —                              | —                              | —                                        | —                                        | —                                        | —                                        | —                              | —                              | —                              | 89 km                                      | 78–86 km                                   | 89 km                                      | 78–86 km                                   | —                                               | —                                               | —                                               | —                                               | —                                               | —                                                         | —                                                         | 430–475 km                          | 396–439 km                                            |
| Abgasnorm nach EU-Klassifikation                       | k. A.                          | Euro 6d                        | Euro 6e                        | Euro 6d                                  | Euro 6e                                  | Euro 6d                                  | Euro 6e                                  | k. A.                          | Euro 6e                        | k. A.                          | Euro 6d                                    | Euro 6e                                    | Euro 6d                                    | Euro 6e                                    | Euro 6d                                         | Euro 6e                                         | Euro 6e                                         | Euro 6d                                         | Euro 6e                                         | Euro 6d                                                   | Euro 6e                                                   | —                                   | —                                                     |